# Districte de Perpinyà

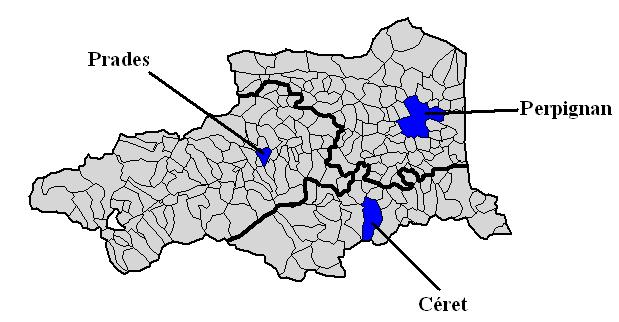
Els 3 districtes dels Pirineus Orientals

El Districte de Perpinyà es troba al departament francès dels Pirineus Orientals, a la regió d'Occitània. Té 20 cantons i 86 municipis. La capital del districte (i del departament) és Perpinyà.

## Cantons
- Canet de Rosselló
- la Costa Radiant
- Elna
- Millars
- Perpinyà 1r Cantó
- Perpinyà 2n Cantó
- Perpinyà 3r Cantó
- Perpinyà 4t Cantó
- Perpinyà 5è Cantó
- Perpinyà 6è Cantó
- Perpinyà 7è Cantó
- Perpinyà 8è Cantó
- Perpinyà 9è Cantó
- Ribesaltes
- Sant Esteve del Monestir
- Sant Llorenç de la Salanca
- Sant Pau de Fenollet
- Tuïr
- Toluges
- la Tor de França